# Elvir Bolić
Elvir Bolić (ur. 10 października 1971 w Zenicy) – jugosłowiański i bośniacki piłkarz grający na pozycji napastnika.